# Wojciech Szadkowski
Wojciech Tadeusz Szadkowski (ur. 10 kwietnia 1964) – polski kompozytor, autor tekstów, producent oraz perkusista. Znany z zespołów grających rock neoprogresywny: Collage, Satellite, Peter Pan i Strawberry Fields. Absolwent anglistyki na Uniwersytecie Warszawskim. Współpracował także z Anitą Lipnicką, Mortenem Harketem (A-ha), Chrisem White (Dire Straits), Dannym Shoggerem (Paul McCartney, George Michael), Hugh Burnsem (Gerry Rafferty, George Michael).

## Dyskografia
Collage
- 1990 – Baśnie
- 1993 – Nine Songs of John Lennon
- 1994 – Moonshine
- 1995 – Changes
- 1996 – Safe
- 2022 – Over and Out

Strawberry Fields
- 2009 – Rivers Gone Dry

Peter Pan
- 2007 – Days